# Good-morning

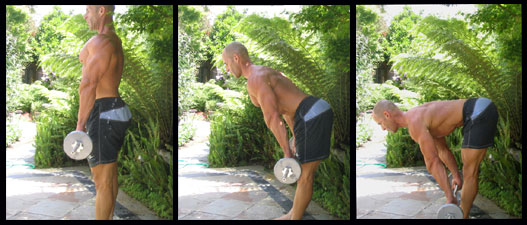
Fasi dell'esecuzione dell'esercizio tenendo il bilanciere anteriormente e in basso.

Il good-morning è un esercizio di sollevamento pesi. È chiamato good-morning perché il movimento del muscolo sacrospinale ricorda lo stretching di quest'ultimo dopo l'uscita dal letto.
I muscoli sacrospinali della zona lombare lavorano in modo isometrico per mantenere la colonna vertebrale in una posizione estesa mentre i muscoli posteriori della coscia e il gluteo lavorano isotonicamente per eseguire l'estensione dell'anca. Altri muscoli sono coinvolti nella stabilizzazione del peso e nel mantenimento dell'equilibrio.
Il grado di piegamento del ginocchio cambierà lo sforzo. Più il ginocchio è steso, più i muscoli della coscia saranno allungati e stressati.

## Importanza
Il good-morning è un esercizio fondamentale nel metodo Westside Barbell ed è spesso allenato al massimo dello sforzo. Svolto correttamente, può rafforzare lo stacco da terra e lo squat.
Nel sollevamento pesi olimpico, il good-morning è usato come l'esercizio di assistenza più efficiente per allenare lo squat in snatch drop e lo squat semplice. 

## Esecuzione

Fase uno
Fase due

Si inizia con un bilanciere tenuto sulle spalle, dietro la testa. Posizione simile allo squat ma con una variazione sull'altezza del bilanciere: tenendolo più in basso sul dorso si diminuisce la distanza dal bacino e di conseguenza anche lo sforzo sugli estensori dell'anca e della colonna vertebrale: una posizione bassa del bilanciere consente di sollevare pesi più pesanti mentre una posizione alta consente di stressare i muscoli più duramente con un peso più leggero.
Il sollevatore si piega in avanti, inchinandosi e tenendo la schiena dritta. Il movimento è a metà strada quando il busto del sollevatore si trova quasi parallelo al terreno, dopodiché si ritorna nella posizione iniziale verticale al terreno.